# Broscina
Los broscinos (Broscina) son una subtribu de coleópteros adéfagos perteneciente a la familia Carabidae. 

## Géneros
Tiene los siguientes géneros:
- Broscodera Lindroth, 1961
- Broscosoma Rosenhauer, 1846
- Broscus Panzer, 1813
- Chaetobroscus Semenov, 1900
- Craspedonotus Schaum, 1863
- Ebertius Jedlicka, 1965
- Eobroscus Kryzhanovskij, 1951
- Kashmirobroscus Schmidt, Wrase & Sciaky, 2013
- Miscodera Miscodera Eschschohtz, 1830
- Zacotus LeConte, 1869